# Szent Humbelina
Szent Humbelina (1092 körül - Jully, 1135) ciszterci apáca, Clairvaux-i Szent Bernát és Szent Nivárd testvére, a hagyomány szerint a ciszterci rend női ágának megalapítója.

## Élete
Rőt Tescelin lovag – aki utóbb maga is a ciszterci rend tagja lett – és Aleth de Montbard egyetlen leánya. Anyai ágon rokona André de Montbard a templomosok 5. nagymestere. A kor szokásainak megfelelően fiatalon megházasodott, és egy gazdag nemesember felesége lett. Időközben Bernát hatására összes fivére csatlakozott a ciszterci rendhez.
Egy alkalommal Humbelina kíséretével meglátogatta testvéreit, azonban a fényűzés miatt Bernát nem volt hajlandó fogadni, húga ennek hatására szakított korábbi életvitelével, és  miután megszerezte férje jóváhagyását, maga is szerzetes lett, majd a Jully apátságba vonult vissza. A hagyomány az ő nevéhez köti a ciszterci rend női ágának megalapítását. Valószínű azonban, hogy a valódi alapító Harding Szent István lehetett, aki 1125-ben Tart-ban, Dijon mellett, a Szent Benedek rendi Jully kolostorból telepített le szerzetesnőket, és az új kolostort a Citeaux-ból vett szabályzattal látta el.